# Reed Mullin
William Reed Mullin (12 de febrero de 1966-27 de enero de 2020) fue un músico estadounidense, conocido por haber sido el batería del grupo de heavy metal Corrosion of Conformity.

## Carrera
Mullin fue  uno de los miembros fundadores de la banda de stoner metal Corrosion of Conformity junto con Mike Dean y Woody Weatherman. Con este último también tocó en la banda de hardcore No Labels. Mullin abandonó COC el 1 de febrero de 2001 debido a una lesión en su espalda. Tras su salida de la banda, trabajó en otros proyectos musicales, incluyendo la banda de hardcore Man Will Destroy Himself y la agrupación de power pop Brown.
En 2010 regresó a COC. Cuatro años después cofundó el supergrupo Teenage Time Killers con Mike Dean y Mick Murphy. Otros miembros que se unieron a la banda fueron el líder de Foo Fighters, Dave Grohl, el cantante de Lamb of God, Randy Blythe, el líder de Stone Sour y Slipknot, Corey Taylor, el guitarrista de Bad Religion, Brian Baker y el bajista de Queens of the Stone Age, Nick Oliveri. La banda firmó un contrato con Rise Records y publicó su álbum debut Teenage Time Killers: Greatest Hits Vol. 1 en julio de 2015.
El 27 de enero de 2020 falleció a la edad de 53 años.

## Discografía

### Corrosion of Conformity
| Fecha | Título                  | Discográfica                |
| 1984  | Eye for an Eye          | Caroline Records            |
| 1985  | Animosity               | Metal Blade Records         |
| 1991  | Blind                   | Relativity Records          |
| 1994  | Deliverance             | Sony Records                |
| 1996  | Wiseblood               | Sony Records                |
| 2000  | America's Volume Dealer | Sanctuary Records           |
| 2012  | Corrosion of Conformity | Candlelight Records         |
| 2014  | IX                      | Candlelight Records         |
| 2018  | No Cross No Crown       | Nuclear Blast Entertainment |